# نجات مهبالیف
نجات لطیف اوغلو محب‌علی‌اف (زادهٔ ۱۱ سپتامبر ۲۰۰۰) بازیکن فوتبال است.
وی همچنین در تیم‌های ملی فوتبال زیر ۱۹ سال جمهوری آذربایجان و زیر ۲۱ سال جمهوری آذربایجان بازی کرده‌است.